# 市民工学
市民工学（しみんこうがく、英：civil engineering）とは工学の分野の一つ。伝統的な分野である土木工学を基礎とした幅広い分野が内容となっており、環境学や安全学なども含まれている。
社会基盤の建設と保全を通じて、安全で調和の取れた市民社会の構築を目指すことを目的として教育研究されている。2007年より神戸大学工学部には市民工学専攻・市民工学科が置かれている。イスラエル工科大学にも市民工学を専攻とする学部が置かれている。
(武上真理子 2013)によると、そもそも「土木」とはもともと幅広く排他性のない概念である。逆に実際よりも狭い意味で捉えられたのが"architecture"の訳語である
「造家術｣であったとされる。
(田中亮三, 増田彰久 2006, p. 110)、(藤田龍之 1988, p. 9-12)、(武上真理子 2013, p. 219-222)を参照すると、18-19世紀のヨーロッパでは、土木技術また土木工学教育の分野の最先進国はフランスであった。ちなみに当時のフランスにおける"ingenieur civil"とはエコール・サントラルで学位を取った民間技術者を指し、その仕事の範囲は土木をはじめ機械、冶金、化学など幅広い分野に及んでいた。
ただしここでいう市民社会は、その経済を支え発展させるために、植民地（＝市民社会とはみなされない）を擁していた。また、堀勇良によればまちづくり、すなわち市政レベルの公共的事業=public worksを実現する技術が本来のcivil engineeringであるが、近代日本においてはpublic works departmentを政府機関の工部省に対応させ、公共事業を政府の事業とする通念が定着した。